# شهرستان ماسون (کنتاکی)
شهرستان ماسون، کنتاکی (به انگلیسی: Mason County, Kentucky) یک سکونتگاه مسکونی در ایالات متحده آمریکا است که در کنتاکی واقع شده‌است.